# August Ernst Zinserling
August Ernst Zinserling (* 1780; † nach 1831) war ein deutscher Lehrer, Historiker und Philologe. In Schriften wird er auch als August Ernest Zinserling und August Erhard Zinserling gelistet.

## Leben
Zinserling arbeitete von 1800 bis 1807 als Lehrer an der Klosterschule Ilfeld und anschließend bis 1815 als Professor am Pageninstitut in Kassel. Danach war ein Jahr als Gymnasialprofessor in Hamburg tätig, bevor er von 1817 bis 1831 als Universitätsprofessor in Warschau lehrte.
Verdienstvoll sind seine Übersetzungen von Märchen aus Tausendundeiner Nacht nach Joseph von Hammer.

## Veröffentlichungen (Auswahl)
- Fragmente einer Charakteristik des Alterthums, Göttingen 1806
- Pythagoras-Apollon, Leipzig 1808
- Le système fédératif des anciens mis en parallèle avec celui des modernes, Heidelberg 1809
- Westphälische Denkwürdigkeiten, Berlin 1814[3]
- Geheime Geschichte des ehemaligen Westphälischen Hofes zu Cassel, Veröffentlicht von Basse, 1814[4]
- Der Tausend und Einen Nacht noch nicht übersetzte Mährchen, Erzählungen und Anekdoten. 3 Bände. Stuttgart/Tübingen 1823/24. Nachdruck: Georg Olms, Hildesheim 1976. Teilweise Neuausgabe: Märchen aus Hundert und einer Nacht. Zum ersten Male aus dem Arabischen ins Französische übersetzt von Joseph von Hammer-Purgstall und aus dem Französischen ins Deutsche von Professor August Zinserling. Franz Greno Verlag, Nördlingen 1986, ISBN 3-921568-72-2 (Die Andere Bibliothek, Bd. 15)
- Histoire Romaine, Warschau 1824